# ソルゲ-631級エアクッション揚陸艇
ソルゲ-631級エアクッション揚陸艇（英語：Solgae-631 class、韓国語：솔개-631급。ソルゲは「トビ」の意）は、大韓民国海軍（以下、韓国海軍）のエアクッション揚陸艇である。LSF-II（Landing Ship Fast-II）とも呼ばれる。

## 概要
本級は、水陸両用作戦において迅速に装甲戦闘車両や兵員を揚陸させる目的で開発された。エアクッション艇の特性から、装甲戦闘車両や兵員を搭載した状態でも浅瀬や干潟で機動が可能であり、揚陸地点の地形や障害の影響を受けることなく、素早く揚陸艦と揚陸地点の往復が可能だとされている。
独島級揚陸艦に搭載されており、1隻の独島級につき2隻の本級が搭載される。配備先は独島級と同じ韓国海軍第5戦団で、1・2番艇は1番艦「独島」に搭載されており、3・4番艇は2番艦「馬羅島」に搭載予定である。さらに、輸送能力と運用・保守性を向上させるため、5-8番艇が建造されている。
艇の名称である「ソルゲ（トビ）」は、高速揚陸艇には高速で機敏な鳥の名称を付与するという韓国海軍の命名規則に従って命名された。
設計は、アメリカのLCAC-1級エアクッション揚陸艇をベースにしており、「ほとんど双子」と表現されている。エンジンには、1・2番艇ではアメリカのVericor Power Systems社製ETF40Bガスタービンエンジン（出力4,745hp）を2基搭載した。これはLCAC-1級のSLEP（Service Life Extension Programme）改修型に搭載されているものと同型である。3番艇以降は改良型であり、エンジンが国産のものに換装され、全体の国産化率も約80%に達したほか、1・2番艇の運用ノウハウを踏まえ、搭載量や乗員の操作性が向上したとされている。
乗員は5名で、自衛用としてK6 12.7mm機関銃2基を装備している。搭載能力については、戦車1両と兵員24名、装甲車2両、兵員150名を搭載可能とされている。

## その他
前級としては、2005年から2007年にかけてロシアから輸入したムレナ‐E型（ソルゲ-621級やLSF-I、12061E計画型とも呼ばれる）エアクッション揚陸艇が3隻存在し、こちらは韓国海軍第2艦隊の仁川海域防衛司令部第27戦隊に配備されている。

## 同型艦
|   | 艦番号     | 起工       | 進水            | 納入          | 現況                              |
| - | ---------- | ---------- | --------------- | ------------- | --------------------------------- |
| 1 | ソルゲ-631 |            |                 | 2007年        | 現役。独島級1番艦「独島」に搭載。 |
| 2 | ソルゲ-632 |            |                 | 2007年        | 現役。独島級1番艦「独島」に搭載。 |
| 3 | ソルゲ-633 | 2019年 6月 | 2021年 12月14日 | 2023年 6月1日 | 独島級2番艦「馬羅島」に搭載予定。 |
| 4 | ソルゲ-635 | 2019年 6月 | 2021年 12月14日 | 2023年 6月1日 | 独島級2番艦「馬羅島」に搭載予定。 |
| 5 | ソルゲ-636 |            | 2023年 5月13日  |               | 建造中。2025年就役予定。          |
| 6 | ソルゲ-637 |            | 2023年 5月13日  |               | 建造中。2025年就役予定。          |
| 7 |            |            |                 |               | 建造中                            |
| 8 |            |            |                 |               | 建造中                            |